# Bomarion lineatum
Bomarion lineatum är en skalbaggsart som beskrevs av Pierre Émile Gounelle 1909. Bomarion lineatum ingår i släktet Bomarion och familjen långhorningar. Inga underarter finns listade.